# So... Anything else?
So... Anything else? is het tweede album van de Nederlandse band Miss Montreal. Het album verscheen op 16 juli 2010.

## Tracklist
1. The Real Thing
2. Here Without You
3. Giving Up On Love
4. Swing The Night Away
5. I Know Better
6. Feel
7. Say What You See
8. Fading Romance
9. The Backbeat
10. Golden
11. Easy Way Out
12. For You (Live)
13. Being Alone At Christmas

## NederlandseAlbum Top 100
| Nummer | 11 | 10 | 12 | 20 | 14 | 55 | 45 | 61 | 64 | 80 | 95 | Uit |